# عريض المنقار الضافر
الطائر عريض المنقار الضافر (بالانجليزية: Wattled broadbill) (الأسم العلمي: Eurylaimus steerii). هو نوع من الطيور من أسرة الطيور عريضة المنقار. ويستوطن في جزر مينداناو، باسيلان وديناجات وسيارجاو في الفلبين.

المواطن الطبيعية هي الغابات شبه الاستوائية أو المدارية الرطبة المنخفضة، وغابات المنغروف الاستوائية شبه الاستوائية أو، وشبه الاستوائية أو المدارية الرطبة جنيبات. مهددة من بسبب تدمير البيئة.